# Jessica Mauboy
Jessica Hilda Mauboy (Darwin, 4 agosto 1989) è una cantautrice, attrice e compositrice australiana.
Si è esibita durante l'Interval Act dell'Eurovision Song Contest 2014 e ha rappresentato l'Australia all'edizione 2018 della stessa manifestazione con il brano #We Got Love, classificandosi ventesima con 99 punti.

## Carriera

### Australian Idol,The Journey,Been Waiting(2006-2009)
Seconda classificata nella quarta edizione dell'Australian Idol nel 2006, Mauboy ha firmato un contratto con l'etichetta discografica Sony Music Australia.
A febbraio 2007 ha pubblicato il suo primo album live, The Journey, che è entrato alla quarta posizione della classifica australiana, ed è stato certificato disco d'oro nel suo Paese per aver venduto oltre 35 000 copie. L'album contiene alcune esibizioni live selezionate della Mauboy nell'Australian Idol. Pochi mesi più tardi, è diventata un membro del gruppo Young Divas, prendendo parte alla realizzazione del secondo album del gruppo, New Attitude. Conclusa la promozione dell'album, Mauboy ha lasciato il gruppo per dedicarsi ad una carriera da solista.
Il 22 novembre 2008 Mauboy ha pubblicato il suo album d'inediti di debutto, Been Waiting, che ha raggiunto l'undicesima posizione della classifica australiana. L'album, certificato doppio disco di platino per aver venduto oltre 140 000 copie, è stato il secondo più venduto in Australia nel 2009. Ha guadagnato sette nomination agli ARIA Music Awards e ha vinto il premio per il singolo più venduto con Running Back. Sempre nel 2009 ha aperto i concerti australiani dell'I Am... World Tour di Beyoncé.

### Debutto come attrice,Get 'em Girls,Beautiful(2010-2014)
A gennaio 2010, Mauboy ha fatto il suo debutto nel cinema, interpretando il ruolo di Rosie nel film Bran Nue Dae. Il 5 novembre 2010 è stato pubblicato il suo secondo album, Get 'em Girls, che è entrato alla sesta posizione della classifica australiana ed è stato certificato disco d'oro. Con oltre 665.000 vendite tra album e singoli, Jessica Mauboy è la cantante proveniente dall'Australian Idol che ha venduto più dischi. Nel 2011 ha aperto i concerti australiani del F.A.M.E. Tour di Chris Brown.
Nel 2012 ha registrato diversi brani per la colonna sonora del film-musical The Sapphires, diretto da Wayne Blair, a cui la stessa Jessica ha preso parte insieme a Chris O'Dowd, Deborah Mailman e Shari Sebbens. Sempre nel 2012 ha eseguito il suo primo tour da headliner, il Galaxy Tour in compagnia di Stan Walker.
Il 4 ottobre 2013 ha pubblicato il suo terzo album in studio Beautiful, anticipato dai singolo To the End of the Earth e Pop a Bottle (Fill Me Up). L'album ha raggiunto la terza posizione della ARIA Charts. L'album è stato promosso attraverso il To the End of the Earth Tour, che ha tenuto impegnata l'artista fra 2013 e 2014.

### The Secret Daughter, Eurovision Song Contest,Hilda(2014-2019)

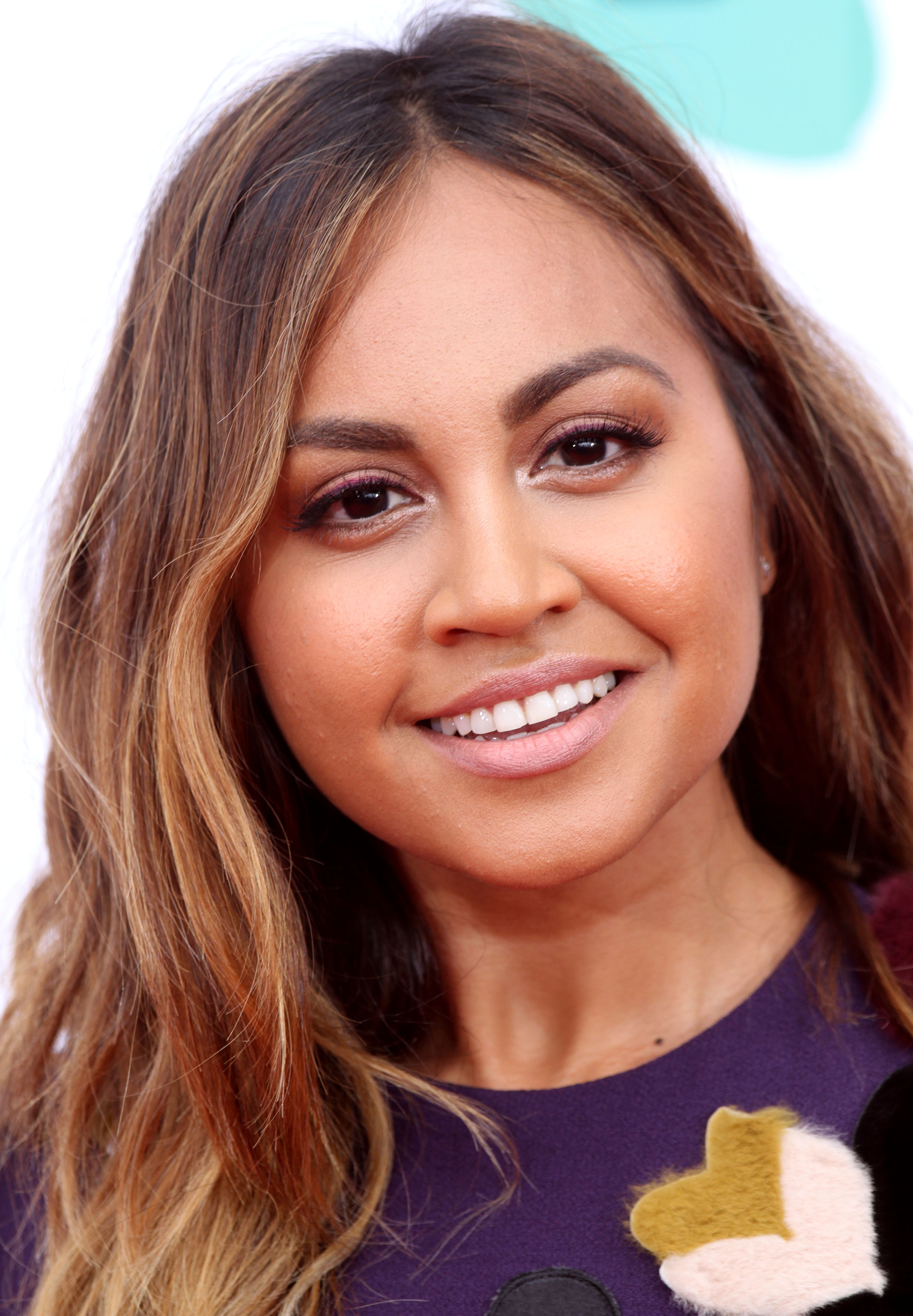
Mauboy nel 2014

Ha preso parte all'Eurovision Song Contest 2014 a Copenaghen, esibendosi nell'Interval Act della seconda semifinale con il brano Sea of Flags. Nel marzo 2016 ha pubblicato il singolo Where I'll Stay, per poi mettere in stand by la produzione del suo quarto album per concentrarsi sulla serie TV The Secret Daughter, in cui ha interpretato il ruolo della protagonista. Il 14 ottobre 2016, in concomitanza alla première del primo episodio della serie, Mauboy ha pubblicato la colonna sonora della prima stagione, costituita interamente da brani (cover e inediti) cantati da lei. L'anno successivo Mauboy ha pubblicato la colonna sonora della seconda e ultima stagione della serie, ancora una volta cantando tutti i brani ivi inclusi. Ha fatto a seguito a ciò il suo terzo tour da headliner, l'All the Hits Live – The Australian Tour.
L'11 dicembre 2017, è stato confermato che l'ente radiotelevisivo australiano SBS l'ha selezionata per rappresentare l'Australia, questa volta come concorrente, all'Eurovision Song Contest 2018 a Lisbona. Il brano con cui ha rappresentato l'Australia all'Eurovision Song Contest, #We Got Love, è stato rilasciato l'8 marzo 2018. L'artista si è esibita nella seconda semifinale della manifestazione, ottenendo la qualificazione alla finale, classificandosi quarta con 212 punti. Durante la serata finale, tenutasi il 12 maggio 2018, Jessica si è classificata al ventesimo posto con 99 punti. Nell'ottobre 2019 l'artista ha pubblicato il suo quarto album di inediti Hilda, preceduto da diversi singoli.

### The Voice Australia,Yours Forever(2020-presente)
Nel 2021 è entrata a far parte della giuria dell'undicesima edizione di The Voice Australia insieme a Keith Urban, Rita Ora e Guy Sebastian; è stata poi riconfermata nelle edizioni successive. Sempre nel 2021 firma un contratto discografico con Warner Music Australia pubblica il singolo Glow. Nell'agosto 2023 collabora con Jason Derulo, al tempo anche lui giudice di The Voice Australia, nel singolo Give You Love. Nel febbraio successivo pubblica il singolo Yours Forever.

## Vita privata
A partire dal 2009, Mauboy ha portato avanti una relazione a distanza con il calciatore Themeil Magriphillis. Questa relazione è proseguita per anni. Successivamente, Magriphillis si è trasferito a Sydney, dove vive anche Mauboy. Mauboy è anche una tifosa dei North Queensland Cowboys della National Rugby League.

## Stile e influenze
Mauboy presenta uno stile musicale principalmente influenzato dalla musica pop e R&B, per quanto non manchino nel suo repertorio brani che fanno riferimento anche a dance, funk ed altri generi musicali. In alcuni casi, Jessica Mauboy ha anche inserito elementi relativi alla cultura degli indigeni australiani nella sua musica.

## Discografia

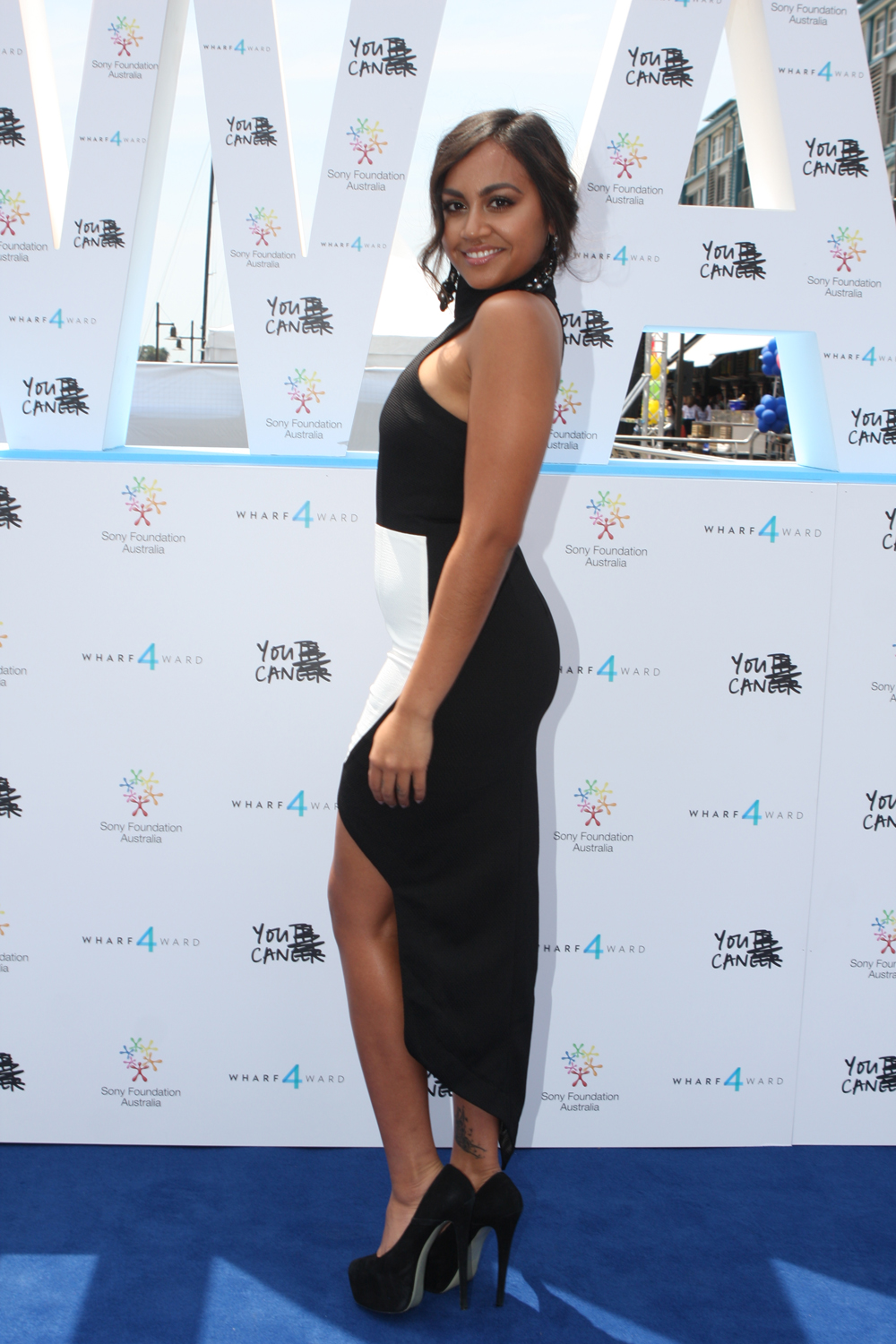
Jessica Mauboy nel 2015

### Album in studio
- 2008 – Been Waiting
- 2010 – Get 'em Girls
- 2013 – Beautiful
- 2019 – Hilda
- 2024 – Yours Forever

### Album dal vivo
- 2007 – The Journey

### Colonne sonore
- 2016 – The Secret Daughter: Songs From The Original TV Series
- 2017 – The Secret Daughter Season Two: Songs From The Original TV Series

## Filmografia

### Film
- 2009 – Bran Nue Dae, regia di Rachel Perkins
- 2012 – The Sapphires, regia di Wayne Blair

### Serie TV
- 2016-2017 – The Secret Daughter, 12 episodi